# Diocesi di Aguleri
La diocesi di Aguleri (in latino Dioecesis Aguleriensis) è una sede della Chiesa cattolica in Nigeria suffraganea dell'arcidiocesi di Onitsha. Nel 2023 contava 357.965 battezzati su 1.857.060 abitanti. È retta dal vescovo Denis Chidi Isizoh.

## Territorio
La diocesi comprende le aree a governo locale di Anambra East, Anambra West, Ayamelum e Oyi dello stato nigeriano di Anambra.
Sede vescovile è la città di Aguleri, dove si trova la cattedrale di San Giuseppe.
Il territorio si estende su 1.388 km² ed è suddiviso in 63 parrocchie.

## Storia
La diocesi è stata eretta da papa Francesco il 12 febbraio 2023, con la bolla Satagentes ex gratia, ricavandone il territorio dall'arcidiocesi di Onitsha.

## Cronotassi dei vescovi
Si omettono i periodi di sede vacante non superiori ai 2 anni o non storicamente accertati.
- Denis Chidi Isizoh, dal 12 febbraio 2023

## Statistiche
La diocesi nel 2023 su una popolazione di 1.857.060 persone contava 357.965 battezzati, corrispondenti al 19,3% del totale.
| anno | popolazione | popolazione | popolazione | presbiteri | presbiteri | presbiteri | presbiteri                | diaconi | religiosi | religiosi | parrocchie |
| anno | battezzati  | totale      | %           | numero     | secolari   | regolari   | battezzati per presbitero | diaconi | uomini    | donne     | parrocchie |
| ---- | ----------- | ----------- | ----------- | ---------- | ---------- | ---------- | ------------------------- | ------- | --------- | --------- | ---------- |
| 2023 | 357.965     | 1.857.060   | 19,3        | 120        | 113        | 7          | 2.983                     |         | 13        | 310       | 63         |